# Ostenberghöhle
Die Ostenberghöhle ist eine Naturhöhle bei Bestwig-Velmede im Sauerland.

## Beschreibung
Sie befindet sich im Ostenberg im Naturschutzgebiet Ostenberg am Westhang des Valmetals in Sparganophyllumkalk des oberen Mitteldevon. Die Höhle hat eine Gesamtganglänge von 622 Meter und erstreckt sich über mehrere Etagen. Ihre Lage über dem Talniveau ist ungewöhnlich hoch.
Bei Steinbrucharbeiten wurde die Ostenberghöhle auf der obersten Sohle im Bestwiger Steinbruch angeschnitten. Entdeckt wurde sie 1991 durch Frank Stratmann aus Bestwig und anschließend zusammen mit Christian Moetz, ebenfalls aus Bestwig, zum ersten Mal befahren.
Die Höhle ist als Naturdenkmal geschützt und für die Öffentlichkeit nicht zugänglich. Für das Große Mausohr und die Teichfledermaus dient sie als Überwinterungsquartier.